# 伊集院光 深夜の馬鹿力
『月曜JUNK 伊集院光 深夜の馬鹿力』（げつようジャンク いじゅういんひかる しんやのばかぢから）は、TBSラジオ制作・全国5局ネットで放送されているラジオ番組。タレントの伊集院光がパーソナリティを務める。
1995年10月10日放送開始。放送時間は毎週火曜1:00 - 3:00（月曜深夜）。

## 概要
伊集院が一人でしゃべる「ピン」のラジオで、ジャンルはお笑い番組である。ブースには伊集院のほか構成作家である瓶底めがね、大矢一登、アルバイトの河野かずおが笑い声を発している。
投稿は基本的に公式サイトのメールフォームとハガキにて募っている。「すべてのネタに自ら目を通しておきたい」「番組中にメールをさばく構成作家がいない」という理由からメール募集は長らく行われず、現在もメールフォーム（コーナーネタのみ）に限定されている。専用のメールアドレスは、基本的に『新・勝ち抜きカルタ合戦 改』の投票においてのみ使われているが、スペシャルウィークなど気が向いた際は番組中にメール募集を行う事もある。
現在使われているサウンドステッカーはかつてディレクターを務めていた柳沢真が作成。数多くのサウンドステッカーが作成されているが、現在はあまり奇をてらっていないサウンドステッカーのみ使用している。
2016年4月から2022年3月までは翌朝の『伊集院光とらじおと』の生放送に備え、空きスタジオにマットレスを敷き仮眠を取っていた。
2023年10月現在、ラジオパーソナリティー個人における深夜ラジオ番組の最長年数（満28年）となっている。

## 番組名
1995年10月9日、『UP'S〜Ultra Performer'S radio〜』（以下『UP'S（アップス）』）のうち、火曜未明放送の月曜枠にて、『伊集院光のUP'S 深夜の馬鹿力』として開始。その後2000年3月28日（第233回）に『UP'S』枠は解消となり、枠のない『伊集院光 深夜の馬鹿力』として継続した。2002年4月2日（第337回）から同時間帯の枠名が『JUNK（ジャンク）』となり、「月曜JUNK 伊集院光 深夜の馬鹿力」と、冠をつけて呼ばれている。

## 放送時間
毎週火曜日1:00-3:00（月曜深夜）で、原則生放送。ただし1997年4月8日（第79回）-9月30日（第103回）の間は、1:30-3:00の90分の放送であった。

## ネット局
ネット局は北海道の北海道放送、兵庫のラジオ関西、福岡のRKB毎日放送、沖縄のRBCiラジオの4局で、制作局のTBSラジオと併せ、全国5局ネットで放送されている（2014年4月よりradikoが開始した「radiko.jpプレミアム」のサービスによって、有料ながら全国各地で放送を聞くことが可能になった）。番組開始から1997年9月までは岡山の山陽放送、2009年7月7日から2014年3月25日までは関西の朝日放送でもネットしていた。

## 番組進行
「今週気づいたこと」を紹介した後に、タイトルコールを行う。その後、約30分〜1時間程度、伊集院の近況を中心としたフリートークが行われ、各コーナーに続く。
基本的にタイムテーブルが用意されないため、伊集院の気分次第でフリートークと各コーナーの時間配分や実施の有無は変わる。また、1時台と2時台の規定枠内にCMと曲を放送しなければならないが、話が白熱しすぎて伊集院がCMを入れ忘れ、ディレクターが強制的にCMを入れたこともあった（1時台のCMは2:00までに入れなくてはならず、時報がCMにかかることも許されない。そのため、逆算してCMを入れられるボーダーラインが存在する。）。

## Web配信
TBSラジオは一部番組のWeb配信を行なっている。本放送とは異なる内容のものと、本放送の内容を一部切り取るものがあるが、この番組では下記のように時期によって異なっている。2012年4月以降（後述）は後者の内容（本放送一部切り取り）で配信をしている。
異なる内容の場合、基本的に伊集院光がメインとなって他愛のないトークを展開する形。伊集院一人でトークをする場合もあれば若手芸人（ヒットマン、サードメン等）を交えてトークを行う場合もある。伊集院曰く「疲れるまでしゃべり続け、疲れたら終わり」で、特に定められたコーナーはなく途中にCMも一切入らないため純粋なトークが楽しめる（2006年9月に配信された7回分のみ、冒頭にCMが挿入された）。収録は本放送終了直後に行われており、日によっては（途中休憩を挟み）4時半までしゃべることもある。
ポッドキャスト時代の配信曜日・時間帯は火曜日の昼頃で、分割配信の場合は翌日以降にもほぼ同様の時間帯に配信された。
TBSラジオは2016年6月30日ですべての番組のポッドキャスト配信を終了しており、現在はラジオクラウド上での配信となっている。

### 2002年4月 - 2006年3月
2002年4月よりWindows Media Audio形式での配信がスタート。
2005年5月頃よりトークが30分を越えるようになった。

### 2006年4月 - 10月
2006年4月より『JUNK』系番組の全Web放送がTBS RADIO podcasting954へ移行した。移行直後はポッドキャストのなかでも非常に人気が高く、ランキングでも上位になることが多かった。
配信がポッドキャスト化してから、「通常のラジオ番組と同様にトークの間で曲を流したい」と言う伊集院光の意見が出たが、著作権の関係で楽曲入りのポッドキャストを配信するのは複雑な手続きが必要であり、現実問題として難しいのであらかじめレコーディングしておいた（その場で即興で歌う事もある）伊集院光と若手芸人達が歌った楽曲（著作権に触れないよう完全オリジナルの曲である）をトークの途中で流すことがある。
投稿に関しては本編とポッドキャストは区別されており、ポッドキャストに関してはハガキのみでFAXやEメールでの投稿は受け付けておらず、あて先も「伊集院光深夜の馬鹿力 ウェブの糞音係」と明記する必要がある。
2006年5月24日分から「余りに長い」という理由で分割配信が行われ、その後は時間も1週間の配信回数もまちまちな状態になった。

### 2006年10月 - 2011年3月
2006年10月24日以降（2006年12月12日、2007年2月20日配信分を除く）、本放送中のフリートークを切り取る形になり、週1回配信に落ち着いた。一時間を超えることも少なくなかった録り下ろし音源に比べ、この版の収録時間は5〜15分前後と非常に短い。この版でも曲を流すことはなく、流す寸前で編集されるなどしている。
2007年5月1日の本放送で、伊集院がポッドキャストについて触れており、「また時間が長いのを復活させることもできるが、ポッドキャストをおもしろくすることと、ラジオ（本放送）のリスナーを増やすことは反比例するのではないか」「わざわざ夜遅くの本放送を聞いてくれている甲斐が無い」との理由から「自分の中では縮小方向」になっていると話した。

### 2011年3月 - 2012年3月
2011年3月22日以降の配信では本放送を切り取ったものに加え、再び録り下ろし音源が追加収録されるようになった。録り下ろし分は河野かずおやオテンキといった若手芸人も参加し、番組中に募集したメールをお題としたフリートークが行われる。翌週からは分割配信になっており、2日目以降の配信が録り下ろし分となる。若手芸人のポッドキャスト出演は基本的にノーギャラ（伊集院がご飯を奢ったり、番組がメーカーからもらうサンプルのエロDVDを分配されることはある）。ただし、録音を行っているスタジオは、5時から『森本毅郎・スタンバイ!』で使用するため、それまでに終了しないとスタッフにとがめられるという。また同年10月からオテンキののりが文化放送でポッドキャスト『「オテンキ・のり」のいずれは地上波!』を開始したため、それに関するイジリがよく展開されている。2012年3月31日の配信分で約1年間続いた録り下ろしは終了した。最終回は54秒と過去最短であった。

### 2012年4月 - 2016年6月
2012年4月3日以降の配信では再び本放送を切り取ったもののみに戻っているが、2014年2月4日の配信は1年10ヶ月ぶりに録り下ろし（告知を兼ねて、オテンキのGOと江波戸が参加）だった。

### 2016年7月 - 2018年3月
2016年6月末でTBSラジオがポッドキャストからの撤退に伴いラジオクラウドで本放送を切り取ったものを配信していたが、2018年3月末でラジオクラウドでの配信を終了した事を番組ホームページにて発表した。

### 2020年4月 - 現在
しばらくWeb配信の無い状況が続いたが、2020年4月から伊集院が機材を持ち込み、自らのYouTubeチャンネル内で「反省会」と称した30分～1時間程のライブ配信を放送終了後のスタジオより不定期（主に関東地区聴取率調査週間の放送回）で行っている。なお「生放送を最後まで聞いてくれた人へのお礼」「アーカイブを残すといつでも自分が見れてしまい『自分は何を言ってるんだ』と悲しくなる」という理由からアーカイブは残していない。

## ノベルティグッズ
ハガキやFAX等が採用された時にもらえるノベルティグッズの一覧。
UP'S番組ステッカー（1995年10月 - 1997年9月）
他の『UP'S』との共通ノベルティー。投稿が採用された者に贈られたが、後に香港旅行に行った時に作った「尻間丸出」の印鑑が四隅に押された物は、その週の最優秀ハガキの投稿者に贈られた。
ブタレイブロマイド（1995年10月 - 1996年3月）
「豚頭麗香の少しだけメランコリー」のコーナー用に作られ、他のコーナーでも番組ステッカーと風小僧グッズの中間ランクのノベルティーとして贈られた。お下げ髪で眉毛のつながった、ブタレイの扮装の伊集院が写っている。
謎の風小僧グッズ（1995年10月 - 1997年9月）
伊集院本人もどんなものか知らなかった初期のノベルティ。当時のディレクター・永田が駄菓子問屋で山積みになっていたものを仕入れたとのことで、その正体はドラム型の金属製の笛（ホイッスル）。初期ノベルティの中ではランクが最も上の扱い。
お尻コイン（1997年10月 - 2002年3月）
お尻がデザインされたニッケル製のコイン。1オシリ・5オシリ・10オシリ・100オシリの4種類が存在する。年数を経るにつれてインフレの傾向を見せた。中央に『UP'S』の刻印が付くが、番組名から『UP'S』が外れてからも、これを生産していた「町工場の親父」が製造費の大幅値上げを言い出し生産終了するまで使われ続けた。1999年10月18日（第210回）のスペシャルウィーク企画として、このコインでリスナーの（ブームが過ぎて大量に余っていた）たまごっちを買い取ったこともあった。その時のレートは「1オシリ=10円」であった。
深夜の馬鹿ード（2002年4月 - ）
「変死隊」CDの売り上げを使って作った、番組に関する絵柄のトレーディングカード。伊集院は「馬鹿力カード」とよく言い間違え、発送文には「馬鹿カード」と書かれているが、正式名称は「深夜の馬鹿ード」。

## オープニングテーマ
- 過去
  - 下町兄弟作曲の初回テーマ曲
    - 1995年10月10日（第1回）のみ。　「やっと戻ってきてくれたこの男……」で始まるラップ。

  - Yo! suke Ito vs. 下町兄弟「ビールVS.ウーロン茶」
    - 1995年10月24日（第3回） - 1997年4月22日（第81回）で使用。

  - ケミカル・ブラザーズ「In Dust We Trust」
    - 1997年5月6日（第83回） - 1999年4月20日（第184回）で使用。

  - AD柳沢まこと作曲の番組オリジナルテーマ曲（初代）
    - 1999年4月27日（第185回） - 1999年7月20日（第197回）の間は暫定テーマとしてウケ狙いで適当な曲が使われていた。1999年7月27日（第198回）からオリジナル曲の試作版が数バージョン試された後、正式版が1999年9月7日（第204回） - 2000年3月28日（第233回）で使用。前奏の部分が長く「しゃべりづらい」（トーク入りしにくい）という伊集院のコメントにより、正式版も途中から短縮されている。
- 現在
  - AD（使用開始当時）柳沢まこと作曲の番組オリジナルテーマ曲（2代目）
    - 2000年4月4日（第234回）から使用。

## エンディングテーマ
- 過去
  - 電気グルーヴ「虹（MFSリミックス）」
    - 1995年10月10日（第1回）のみ。

  - 笹本安詞≒下町兄弟「ミモザの咲く頃」
    - 1995年10月17日（第2回）のみ。以後エンディング直前に3度かかっているが、レギュラーのエンディング曲ではない。

  - KRAFTWERK「THE MAN MACHINE」
    - 1997年5月6日（第83回） - 2001年9月18日（第310回）使用。

  - 童謡「大きな古時計」
    - 2001年9月25日（第311回） - 2002年12月30日（第376回）使用。
    - 「よく考えると歌詞が恐い」という理由で採用された。なお、2002年に平井堅のアコースティック風のカバー曲でヒットしたが、伊集院は「おしゃれな感じ」が不愉快だったと話している。
    - 「これを聞いていると『俺もう死ぬのかな？』という感じがする」という類似の理由で、少年合唱団の歌うグレゴリオ聖歌が流れたこともある。

  - SCREAMIN' JAY HAWKINS「FRENZY」
    - 2003年1月14日（第378回） - 2005年8月16日（第513回）使用。

  - 愛川欽也「死ね死ねブルース」
    - 2005年8月23日（第514回） - 2006年6月6日（第555回）使用。

  - 小沢昭一「父チャン音頭」
    - 2006年6月20日（第557回） - 2011年10月25日（第836回）使用。サビの終わりに「ああ前立腺肥大症」という歌詞があり、ときおり伊集院が合わせて歌って終わることがある。
- 現在
  - Tom Waits「New Year's Eve」
    - 2011年11月1日（第837回）から使用。Tom Waitsは伊集院が好んで聴くアーティストの一人である[2]。
    - また、番組や伊集院に縁のある有名人の訃報が入った週はエンディング後に追悼の意を込めて生前番組に出演した音声や故人の代表曲を流す場合がある。
      - 2014年12月2日放送分では、1996年12月16日放送「輝け！第1回紅白電波歌合戦」でゲストとして歌唱した中島啓江が11月23日に死去[3]したことを受け、当時の音源がトーク終了後、エンディングとして流された。
      - 2016年7月11日放送分では、TBSラジオで長年パーソナリティーを務めた永六輔が7月7日に死去したことを受け、永六輔が訳詞を担当した『レットキス（ジェンカ）』がエンディングとして流された。
      - 2019年9月30日放送分では、同日を以って番組の作家を卒業する渡辺雅史を送り出すため、ナレーションと共にゴダイゴ『銀河鉄道999』がエンディング後流された。
      - 2021年6月14日放送分では、「伊集院光とらじおと」においてアレコードなど2度の共演がある小林亜星が5月30日に死去したことを受け、アニメ「ドロロンえん魔くん」より『妖怪にご用心（作曲：小林亜星）』がエンディング後流された。また、明けて6月15日の「伊集院光とらじおと」においても、1曲目に『ターンAターン（作曲：小林亜星）』が流された。
      - 2022年1月17日放送分では、TBSアナウンサーであり、毒ニュースや面白ナレーション企画でも馴染み深かった宮内鎮雄が1月14日に死去したことを受け、1997年8月18日放送「夏休み恒例! ドキッ! 丸ごと背広 局アナだらけの毒ニュース大会 ポロリもあるよ」より『アナウンサー道』、2005年1月31日放送「宮内鎮雄 局アナ最後の仕事」よりラジオネーム「おばあちゃんの本名OK海老沢ミツ」投稿の『デブは喪服もサスペンダー』の2本の同録音源がエンディング後流された。
      - 2022年3月14日放送分では、伊集院が新型コロナウイルス感染により自宅療養を余儀なくされたことから、「伊集院光の病気で療養中に聴きたい曲リクエスト」と題し、伊集院のリクエスト曲のみを流す特別企画が行われた。計5曲のアレコードが放送され、「普段は毎日赤坂の"四角い函"で仕事をしている」という「東京都 本名OK篠岡健」からのリクエスト、伊藤雄之助『四角い函』がエンディングとして流された。伊集院はこの曲を一人聴きながら涙を流してしまったと述懐している[4]。
      - 2023年4月3日放送分では、坂本龍一が同年3月28日に死去していたという報道を受け、伊集院がオールナイトニッポンの最終回や人生の区切りとなる場面で、迷いを飛ばすために聴いており、特に「伊集院光とらじおと」終了後は毎日のように聴いていた、自らの葬儀でも流してほしいと述懐しながら、最後の歌詞が特に気に入っていると紹介し、『Ballet Mécanique』がエンディングとして流された。伊集院は、ラジオ人生の中でもこのような曲紹介をすることは稀であると自ら締めている。
      - 2023年9月25日放送分では、伊集院が主宰する草野球チーム「ビッグ・アスホールズ」に所属していた後輩芸人のみゅ～じしゃん星司が、精神疾患による闘病の中、数日前交通事故により急逝したということを明かし、和田アキ子『星空の孤独』がエンディングとして流された。放送の数日前には、Xにて同曲を聴いている様子をポストしており[5][6]、「夜歩いてるときとか聴いていると泣いてしまう」という感想を続けてポストしている[7]。

伊集院はよく番組の最後に「また来週」というべきところを、「寝ろ!」というとんねるずのオマージュや「永遠にさようなら」・「また来世」という自虐等と週替わりで言っていたが、夫婦で交通事故にあった翌々週の1999年7月6日（第195回）のエンディングで、「次回死んでたら後味が悪いから言っていたけど、よくないね」と言った直後に、自分で「それが伊集院光の元気な声を聞いた最後だった」と言って終わるオチの回があった。さらに翌週より宇野淑子（当時TBSアナウンサー、2002年春定年退職）による「それが伊集院光の声を聞いた最後だった」というナレーションが入り、これはエンディング曲が「大きな古時計」に変った2001年9月25日（第311回）まで続いた。その後は週替わりの内容で挨拶をしたり、2015年頃からは再び「また来世」や「この後死にます」など自虐的な締めの言葉を使うようになっていたが、2016年4月から2022年3月までは翌8時半からの「伊集院光とらじおと」の生放送に備えてスタジオで仮眠を取っていたこともあり、『寝る』で締めていた。

## 関連書籍・CD
ニッポン放送時代にはいくつかの書籍・CDをリリースしているが、TBSの深夜へ移ってからは、正式な流通に乗る書籍やCDは発行していない（なお、日曜午後の番組『伊集院光 日曜大将軍』では書籍を、『伊集院光 日曜日の秘密基地』ではCDをリリースしている）。
しかし2000年、「天才・伊集院光プロデュース 音楽ユニット大ブレイクプロジェクト」のコーナーにからみ自主制作CDを数バージョン（生産時期によりパッケージの仕様が異なる）と、委託生産された音楽CD『走馬燈』（ファーストアルバム）を変死隊名義にてリリースしている。
これ以前に「番組のデモテープ」（安物で有名な「BON」のカセットテープに録音）を作り、街中に配布（放置）するプロモーションを行ったことがあるが、全く反応が無く失敗に終わっている。ファーストアルバムの制作時にも同じことが行われ、伊集院の携帯番号まで吹き込まれ直接質問できるようになっていたが、結果はやはり無反応であった。他にも「あそび」のコーナーを書籍化するというプランがあったが、結局実現には至らなかった。

## 伊集院以外の出演者
当番組は基本的に伊集院のトークだけで進められるが、ナレーターやスペシャルウィーク、ポッドキャストでは伊集院以外にもレギュラー的に出演する者がいる。
- 若手芸人（通常の放送では主にポッドキャストを担当、番組のアルバイトを兼任している者もいる）
  - 桐畑トール（コンビ「熊本キリン」→ピン→コンビ「ほたるゲンジ」）
  - 田代32
  - ヒットマン - 現在は解散。メンバーの河野かずお・林田竜次、各自で芸能活動を続けている。
  - サードメン - 現在は解散、メンバーの浜ロンが芸能活動を続けている。
  - アンタッチャブル  - 2003年M-1グランプリ決勝に進出しブレイクするまでは、最も出演回数の多い若手であった）
  - オテンキ - 2011年のポッドキャストにおける録り下ろし復活以降。
- 構成作家（放送中の「笑い声」のほか、コーナーの「平成ハレンチ学園」渡辺校長役を担当。なお、伊集院は構成作家という語と使わず、「構成」あるいは「構成スタッフ」と言う）
  - 渡辺雅史 - 元々さば味噌煮というペンネームではがき職人をしていたが、ニッポン放送の前で幾度となく出待ちを繰り返した結果、伊集院にスカウトされた。本番組は2019年9月30日の回で引退。
- TBSアナウンサー - 番組のナレーターが主だが、出演することもある。番組内では「局アナなのでギャラが必要ないのが強み」と強調している。特にスペシャルウィークや各種コーナーでの出番が主だった。スペシャルウィークで特別企画を行わなくなってからはほとんど出演がない。
  - 松宮一彦 - 番組のごく初期に出番が多かった。「ブタレイ」コーナー中、過去に「ブタレイと番組で共演した時の音声」という設定のコントで毎回のように殺されていた。
  - 小林豊 - 番組初期に出番が多かった。松宮から引き継ぐ形で、「ブタレイ」コーナーやスペシャルウィークのナレーションなどを担当。
  - 鈴木順 - 「馬鹿ニュース」で初出演。スペシャルウィークやコーナーでの各種ナレーションなど、最も出番の多いアナウンサーだった。番組内で数多くの珍奇なネタ文章やナレーション原稿を読まされ、伊集院に「何でもやってくれるなぁ」と笑いながら感心された。定年退職後の2015年2月18日（第1009回）・2月25日（第1010回）の「僕の好きな・あなたの好きな番組歴代コーナーベスト18」にナレーターとして久々に出演。
  - 宮内鎮雄 - スペシャルウィークのオープニングナレーション等を担当。馬鹿な文章でもきちんと説明すれば真面目に読んでくれるありがたいベテラン局アナであった。2005年2月1日（第485回）に、ジングルとしてリスナーから寄せられた珍文を読まされ、「デブは喪服もサスペンダー」がTBSアナウンサーとして放送での最後の一言となり、定年退職した。定年退職後の2015年2月25日（第1010回）の「僕の好きな・あなたの好きな番組歴代コーナーベスト18」の冒頭にナレーターとして久々に出演。
  - 進藤晶子 - 「早押しクイズQQQのQのQ」ではTBSアナウンス室を裏で仕切るいじめっ子キャラでいじられたのがきっかけで、本人も出題者として出演することにもなった。
  - 宇野淑子 - 「ダメ人間だもの」でコーナー冒頭のナレーションやスペシャルウィークのオープニングナレーションを担当した。
  - 小島慶子 - 直前に放送されていた『BATTLE TALK RADIO アクセス』を担当していたが、当番組で急遽ナレーションが必要になった際、局内に残っていてナレーションを担当したことからつながりが生まれた。
  - 竹内香苗 - 『日曜日の秘密基地』ではアシスタントを務めた。みうらじゅんと共に、「ハレンチ学園SP」にも出演した。その後『みのもんたの朝ズバッ!』に出演するようになって以降、当番組の出演はない。ただし、2010年4月から2011年9月までは直前に放送されている『ニュース探究ラジオ Dig』に出演していた。
- 谷口智子　- TBSアナウンサーではなくフリーだが、ナレーションを担当することがあった。
- 高木達也 - 「Yahoo!クソ袋」のコーナーでネタの質問文の読み上げを担当。番組中に伊集院が「アナウンサー」と紹介することがあるが、実際には声優である。

## スタッフ

### 主なスタッフのプロフィール

#### 現在
吉原拓人
現在のプロデューサー。7代目。2025年1月から現職に着任。伊集院が定期的にゲスト出演していた『石橋貴明のGATE7』のディレクターも担当している。伊集院と金子ディレクター、河野と共に惑星開発ゲーム『The Planet Crafter』をプレイするゲーム仲間。度々惑星の開発方針で主に河野と対立し、「河野派」「吉原派」と派閥分断を起こしていた。
金子洋平
ディレクター。元々ADとして中山の後任で着任したが、馬鹿力のスタッフの中ではミキサー岡部に並ぶ常人のようで伊集院にまったく名前を覚えられておらず、しばらくは「ADの子」と呼ばれ続けていた。夜食にエスニック弁当を持って行き伊集院を胃もたれさせたことで何とか名前は覚えられた模様。ただし下の名前は「覚える気はない」としている。2014年4月1日より番組ディレクターに就任し、翌日サービスを開始したradikoプレミアムを「民放は原則無料であるべきなのに」と批判した。2020年6月20日に同じJUNKのバナナマンのバナナムーンGOLDのAD「ジャニヲタ」こと中村祐子と結婚した。2020年10月からは、伊集院光の師匠である三遊亭円楽の『三遊亭円楽のおたよりください!』を担当、伊集院から『伊集院がまた師匠の悪口を･･･』と何かと円楽に告げ口するキャラとしてネタにされている。
岡部勉
『UP'S』時代後期からの4代目ミキサー。TBSグロウディア所属。スタッフ内では唯一の「常識人」「真人間」とされている。番組内でスタッフを巻き込む企画の場合も彼だけは不参加である。そのため柳沢・池田・渡辺・松上などのスタッフが特別企画の際に何度か声の出演をしている中、岡部の出演経験は2000年10月17日放送分で「どうも」と一言喋ったのみ。伊集院は年上であるにもかかわらず、しばしば「ミキサーの岡部さん」と呼ぶが、これは岡部が草野球において有能であることが理由であると語っている。また、伊集院が企画でテレコム・サウンズ（後のTBSプロネックス、現・TBSグロウディア）を「ブリーフ一丁」で訪れた際は、関わろうとしなかったなどのエピソードがある。西武ライオンズファンで同じライオンズファンで観戦勝率が異常に低い渡辺に対して「頼むから日本シリーズを観戦しないで欲しい」と話した事がある。
瓶底めがね
2019年の9月末をもって番組を卒業した渡辺雅史に代わり新たに加わった3人の構成作家の1人。元々はハガキ職人として「AV大好き」というラジオネームで投稿を行っていた。ラジオネームに違わずAVに関しては大変造詣が深く、しばしば伊集院に対し様々なおすすめAVを紹介している。ペンネームの由来は瓶底の眼鏡を掛けていたため伊集院がそのまま命名した。伊集院からは「瓶ちゃん」と呼ばれている。
大矢一登
渡辺と代わり番組に加わった3人の作家の1人。この番組のハガキ職人で「点と線」というラジオネームで投稿を行っていた。3人のうち伊集院から唯一本名で呼ばれ年齢が一番若い。伊集院からは「大矢くん」と呼ばれている。
河野かずお
2021年3月をもって番組から卒業したナオ・メヒアに代わり、コロナ禍で収入が減少した河野が番組内での笑い声を担当。伊集院が新型コロナウイルス感染により出演ができなくなった2022年3月14日放送では、河野の娘が登場し、『月曜JUNK 河野とわの人生4年』を放送した。
ヨシイタケル
アシスタントディレクター。初登場は2023年4月10日放送回。前任のアシスタントディレクターもヨシイという名前の為、伊集院から「量産型ADヨシイ」「ヨシイⅡ（ツー）」と呼ばれた。

#### 過去
永田守
この番組を立ち上げた人物。大映の創立者や大毎オリオンズ（現・千葉ロッテマリーンズ）のオーナーとして知られる実業家・永田雅一の孫。以前TBSテレビで伊集院を司会に起用した『素敵な気分De!』のプロデューサーであったが、5か月で打ち切られた。その後、TBSラジオに異動。ニッポン放送と伊集院の不和を目ざとく見つけ引き抜き工作に成功し、『オールナイトニッポン』に正面からぶつける形で『深夜の馬鹿力』を目玉とする『UP's』枠を立ち上げ、現在の『JUNK』につながる隆盛を築いた。伊集院いわく「埋蔵人脈5万トン」。1997年1月にテレビの宣伝部への異動に伴いプロデューサー職を退く。現在はTBSとカルチュア・コンビニエンス・クラブの合弁企業であるTCエンタテインメントの専務取締役。慶應義塾大学卒。
池田卓生
この番組の歴史上もっとも大きく関わった人物。2代目および6代目ディレクター。初代ミキサー兼ADも務めている。また、2012年3月までは『JUNK』枠全体のプロデューサーでもあった。他番組では『日曜日の秘密基地』『日曜サンデー』（2011年6月まで）、『たまむすび』などのプロデューサーを担当している。
元々はラジオ制作会社のテレコム・サウンズに所属していたが、ニューヨークに「ラジオ留学」のため退社。帰国後にTBSラジオに中途入社して、現在に至る。番組内ではニューヨークにいたと称して「町田に潜伏していた」「ニューヨークでボトルアタッカーをしていた」「ニューヨークにキューを振るマネをする日本人ホームレスがいた」「マリアナ海溝で最後にGPSがゆっくり光っていた」「北マリアナ諸島に『聞けば見えてくる』とつぶやいている漁師がいた」などと言われネタにされていた。
2002年3月5日放送分より『JUNK』枠全体のプロデューサーとして番組に復帰。当番組としては5代目。2005年11月8日放送分から5代目ディレクター柳沢（負傷により休職、一時復帰するも、翌年に降板してからは番組内では「消息不明」）と交代で6代目ディレクターを兼任する。
爆笑問題からは「実はFM希望だった」と暴露されている。2011年6月に離婚したが、当番組をきっかけに『JUNK』全曜日と『日曜サンデー』でイジられていた。
2012年4月に『たまむすび』担当のため『JUNK』枠全体のプロデューサー職を退くが、当番組のディレクターは続投。この状況を「（『JUNK』の）月曜日に関しては降格人事」「何に対する罰でそうなってんの?」と伊集院にイジられていた。
2014年4月に編成へ異動。一度番組制作の現場からは離れたものの、2016年4月より『伊集院光とらじおと』のプロデューサーに就任し現場復帰をしたが、2018年6月に営業局へ異動となった。
仕事のみならずプライベートでも伊集院とともに熊野古道やアンコール・ワットなど世界各地の世界遺産へ旅行するなど交流する仲である。
渡辺雅史
構成作家、フリーライター、Uber Eats配達員。当番組の他、『爆笑問題の日曜サンデー』も担当している。リスナーには「番組中の笑い声」でお馴染み。元々は『伊集院光のOh!デカナイト』（ニッポン放送）に投稿していたハガキ職人で、出待ちをきっかけに同番組のアルバイトとなり伊集院と関わるようになる。「深夜の馬鹿力」から構成作家に昇格。埼玉大学に在学しながら構成を担当していたが、留年の末に除籍となる。1999年11月30日（第216回）の放送では、罰ゲームで母親を番組にゲスト出演させられている。鉄道マニアとして知られており、番組コーナーにおいて鉄道ネタを取り上げる際は彼によって選別されることが多い。また伊集院が鉄道関係の話題を話した際に間違いを注意（メモ書きを渡すことで）することもある。Uディレクターが松島だった際には、共に鉄道マニアであることから結託。「フリートークスペシャル」のネタ作りの取材と称して、伊集院夫妻を鉄道廃線跡やリニア実験線の見学に連れ出したこともあった。西武ライオンズファンで現地観戦した際の勝率が異常に低い事を伊集院がトークしたことがあった。2018年からUber Eatsの配達員を始め、番組本番前に伊集院へ話した愚痴や出来事がそのままトークされることがあった。
1995年10月の番組開始当初より丸24年に渡って構成を担当していたが、2019年9月30日放送をもって降板。同回の番組最後には「銀河鉄道999」(ゴダイゴ)をBGMに「渡辺君は機械の体を求めて、999で旅立って行きました。いつの日か、渡辺君がどこかの星で色々あってなめ茸の蓋にされるその日まで。渡辺君フォーエバー、銀河鉄道よ永遠に。」というナレーションで番組から送られた。
番組降板後も伊集院に珍しい電車の写真を送付するなど、度々近況が語られている。
柳沢真
もともと伊集院のファンで、長野から上京してきて、渡辺同様伊集院と交友するようになる。まだ大学生だった頃から『伊集院光のOh!デカナイト』（ニッポン放送）の番組ジングルを製作しており、この番組でも音楽関係を一手に引き受けてジングル作りやコーナーの作曲を手がけた。番組開始当初は「音楽担当・AD見習い」として、次にADを長らくつとめ、ついにディレクターに昇格。しかし自宅の風呂で腰を打って負傷して入院し、2005年11月8日放送分から池田がディレクターを兼任。その後復帰して翌年1月31日放送分まではディレクターを務めたが、いつの間にか番組から姿を消した（帰郷したとの説が有力）。伊集院が篠岡美佳にプロポーズする際に2人の後ろにいた。非常に背が小さく伊集院にチビネタ、小学5年生で遊んでいた同級生の女の子と事に及び童貞を捨てたという話を伊集院がネタにした。
松上元来（まつうえもとき）
伊集院いわく「見習い見習い」「アルバイト見習い代理補佐」「スタッフで一番下っ端のどうでもいい男」などと呼ばれていた構成見習いのアルバイト。小学生の時は同級生に友達がいなかったため下級生をあつめてクイズ大会を開いていた。両親に勘当されて三重の田舎から出てきたといわれている。『伊集院光の放課後の王様』（セント・ギガ）のハガキ職人（ラジオネームは「テレホンもんがもんが」）だったが、ハガキに書かれた住所を伊集院が突然訪ねて見習いに誘った。スタッフになる直前にはダイヤルQ2のサクラをしていた。本職はクイズのライターで、『アメリカ横断ウルトラクイズ』（日本テレビ系）のADもやっていた。やたらと間の悪い行動が幾度もトークのネタにされた。ガムを買いに行かされる等、使い走りの仕事ばかりで「それすらろくにこなせない」と言われていた。好きなアニメを伊集院に薦めては無視されていたが、『新世紀エヴァンゲリオン』の録画ビデオだけは好評だったものの、途中数話が抜けているなど相変わらずであった。プライベートを伊集院に明かさない主義だったが、ギャルゲーが趣味であることが発覚して以来ますます伊集院の興味をそそり、1999年1月5日（169回）で松上宅に突入して生放送が行われた。FC東京の熱心なサポーターで、番組の会議をサボって試合を見に行ったことも。辞めるとき都会に疲れたのか「離島で暮らしたい」と言い残している。その後、突然スタジオに姿を現し、渡辺と並ぶ童貞キャラだったが「童貞を喪失した。（相手は風俗嬢ではなく）素人ですからね!」と告白したが、その詳細は語らなかった。最近は都内のドーナツ屋で働いているらしい。
松島淳
池田が退社するのに伴って、3代目ディレクターに就任した。池田よりも年上で就任当時は36歳にもかかわらず、「浪人生のような軟弱な見た目」「バッタみたいな面」といわれていた。
番組を離れた後、ソルトレイク五輪のニュースを別スタジオからニュースデスクとして中継で読み上げ、伊集院を驚かせた。現在でも月曜深夜の夜勤を担当しており、地震速報やニュース速報を報じる際に登場することが稀にある。
後に『夜な夜なニュースいぢり X-Radio バツラジ』の火曜ディレクターも担当していた。
2018年9月現在、TBSプロネックス制作センター長を務める。
知野文哉
4代目プロデューサー。『宮川賢のカストリRADIO 2000GT』や『鴻上尚史の博愛ライダー』では頻繁に名前が出ていたが、当番組内ではあまり目立たなかった。インターネット普及期の担当であったことから、番組ホームページの制作などIT化を推し進めた。大の坂本龍馬ファンで、命日には必ず休暇を取る。飛行機嫌いのため「墜落して死んでもいい」ようにと海外旅行の際は愛読書『竜馬がゆく』を持参しており、「俺も今年で龍馬が死んだ歳まで生きたんだよなあ」などの発言が歴史に興味の無い伊集院からウザがられていた。このような坂本龍馬好きが高じ、TBSテレビに在籍しながら、佛教大学通信教育学部修士課程・文学研究科日本史学専攻で明治維新史を研究、2013年2月には小説『「坂本龍馬」の誕生 船中八策と坂崎紫瀾』を発表、同書は2014年3月に第24回高知出版学術賞を受賞した。早稲田大学教育学部卒。
下中（したなか）
ヒットマン河野のアルバイト降板を前後して、名前が出てくるようになったAD。コーナーなどにおける音楽選びのセンスを伊集院に酷評されることで知られる。「200文字でやっつけろ」「ゆるい呪い」のコーナーにおける音響は彼が担当している。
中山一起（いっき）
普段は「青びょうたん」「脱げたサンダル」などと形容される、無口でおとなしい人物。恋人が麦芽の小出真保であることが発覚して以来（現在は破局）、彼女に対しては「ドS」「ベッドヤクザ」であるなど裏表がある性格が知られるようになる。ADとしては人数分のアイスを購入しろと言われ、人数分同じアイスを買ってくるという。『日曜日の秘密基地』『アンタッチャブルのシカゴマンゴ』のADも担当していた。2010年3月に「なにか探しの旅」に出るため降板。
佐藤
アシスタントディレクター。2013年4月2日頃より登板。4月9日放送分でその存在が明らかにされる。ヘルニア持ちで、同じく若い頃にヘルニアで苦しんだ経験のある伊集院には気を使われていた。ヨシイと入れ替わりで降板。後に『伊集院光とらじおと』のADを担当している。
ナオ・メヒア
2019年の9月末をもって番組を卒業した構成・渡辺雅史に代わり新たに加わった3人の構成作家のうちの1人で、番組内の笑い声も担当していた。ナオ・デストラーデの芸名でピン芸人としても活動している。2020年8月31日放送内で、「本業であるお笑いに集中する為、番組を卒業する」と伊集院から発表され、2021年3月1日の放送内で3月末に番組を卒業する事が発表された。2021年4月5日の放送内で前回分の放送をもって番組から離れたことが伊集院によって明かされた。しかし、降板して以降も『伊集院光とらじおと』にはナオ・デストラーデとして不定期出演している。
ヨシイ
アシスタントディレクター。佐藤と入れ替わりで着任。他番組でディレクターを担当する為2023年4月に降板。
宮嵜守史
『JUNK』枠全体のプロデューサー。当番組としては6代目。『JUNK』では『おぎやはぎのメガネびいき』のディレクターも務めている。2012年3月末の登場早々に伊集院から「座敷わらし」とイジられ、同4月から現職に就任。2025年1月14日(13日深夜)の放送で、現場異動により当番組のプロデューサーを退いた事が明かされた。

### スタッフ在任歴
太字は現行のスタッフ。
- プロデューサー
  - 永田守（1995/10/10-1997/01/14）
  - 牧巌（1997/01/21-1999/07/20）
    - 就任直後に「DK95.4」コーナーの罰ゲームで眼鏡をチーズフォンデュにされた。以来ほとんどこの番組に寄り付くことはなかった。2019年にTBS系列の宮崎放送へ転じ、2021年6月より同社代表取締役社長。

  - 菊池健志（1999/07/27?-2000/06/27）
  - 知野文哉（2000/06/27-2002/02/26）
    - TBSラジオ営業局ネットワーク部→総務担当?(2009年10月6日の放送で「入構証の管理」をしている旨の発言があった)→TBSテレビメディアビジネス局ライセンス事業部（『荒川強啓 デイ・キャッチ!』2010年7月29日放送でのゲスト出演時）

  - 池田卓生（2002/03/05-2012/03/27）.
  - 宮嵜守史（2012/04/03-2024/12/31?）
  - 吉原拓人（2025/01/07-）
- ディレクター
  - 永田守（1995/10/10-1996/10/01）
  - 池田卓生（1期）（1996/10/08-1999/04/13）
  - 松島淳（1999/03/30-2000/08/15）
  - 田村和弘（2000/08/15-2003/03/25）
  - 柳沢真（2003/04/01-2006/01/31）
    - 休職のため2005/11/08より一時池田卓生に交代。

  - 池田卓生（2期）（2006/02/07-2014/03/25）
  - 金子洋平（2014/04/01-）
- アシスタントディレクター
  - 池田卓生（1995/10/10-1996/10/01）
  - 柳沢真（1996/10/08-2003/03/25）
  - 永山（2003/04/01-2003/09/30）
  - 砂川（2003/10/07-2005/10/04）
  - 青原茂雄（2005/10/11-2006/03/28）
  - 下中（2006/04/04?-2007/09/25）
  - 中山（2006/03/14-2010/03/31）
  - 金子（2010/04/06-2014/03/25）
  - 佐藤（2014/04/01-?）
  - ヨシイ（?-2023/4/?）
  - ヨシイタケル（2023/4/?-）
- アシスタントディレクター見習い
  - 柳沢真（1995/10/10-1996/09/30）
  - 佐藤（2013/04/02?-2014/03/25）
- ミキサー
  - 池田卓生（1995/10/10-1996/09/30）
  - 平井郁雄 (1996/10/08-1998/09/29)
  - 岡部勉（1998/10/06-）
- アルバイト
  - 松上元来（1996/01/10-2001/06/26）
    - ただし「アルバイト見習い補佐代理」という肩書きで呼ばれていた。
    - また、アスキー『サウンドノベルツクール2』内では構成作家としてクレジットされている。

  - 長野（2001/05/29-2003/10/21）
    - 松上の退職に伴って、リスナーから公募で選ばれた。条件は「4年制大学の3年生以下」「月給は4万円」というもので、数百人の応募の中から顔が面白い、デブであるなどの理由で選ばれた。7浪の末の大学1年生であった。

  - 田代32（2003/10/28-2005/03/22）　お笑い芸人。伊集院の主宰する、ラジオ関係者による野球チームに入れるためアルバイトになった。
  - 河野かずお（元ヒットマン、現埼京パンダース）（2005/03/29-2006/09/12、2021/04/05-）お笑い芸人。上に同じ。
- 構成作家
  - 渡辺雅史 (1995/10/10-2019/9/30)
  - ナオ・メヒア (2019/10/07-2021/03/29)
  - 瓶底めがね (2019/10/07-)
  - 大矢一登 (2019/10/07-)